# Jade-klass
Jade-klassen bestod av ett par passagerarfartyg som var avsedda att omvandlas till hangarfartyg av Nazitysklands Kriegsmarine under andra världskriget. De två fartygen sjösattes som Gneisenau och Potsdam 1935 och drevs i fredstid av Norddeutscher Lloyd. Efter krigsutbrottet rekvirerades fartygen av Kriegsmarine som transportfartyg och i maj 1942 utarbetades planer på att omvandla dem till hangarfartyg. Fartygen var inte identiska, men var tillräckligt lika i storlek för att möjliggöra identisk utrustning.
Gneisenau och Potsdam skulle döpas om till Jade respektive Elbe. När fartygen väl var ombyggda var det tänkt att de skulle kunna basera tolv Ju 87 Stuka-bombflygplan och tolv Bf 109-jaktplan. Arbetet med Jade påbörjades inte och ombyggnadsprojektet övergavs i november 1942. Hon återgick till tjänstgöring som trupptransportfartyg, men sänktes av en mina i västra Östersjön. Elbe påbörjade faktiskt ombyggnadsprocessen i december 1942, men endast hennes passagerarutrustning hade avlägsnats när arbetet avbröts i februari 1943. Hon byggdes om till ett kasernfartyg i Gotenhafen och beslagtogs av Storbritannien efter krigsslutet. Hon förblev i bruk fram till 1976, då hon skrotades. Ett tredje passagerarfartyg av samma klass, Scharnhorst, köptes av den kejserliga japanska flottan och byggdes om till det lätta hangarfartyget Shin'yō. Shin'yō torpederades och sänktes i Östkinesiska havet av en amerikansk ubåt.

## Ombyggnad
Efter förlusten av slagskeppet Bismarck i maj 1941, då brittiska hangarfartyg visade sig vara avgörande, och när systerskeppet Tirpitz nästan torpederades av hangarfartygsbaserade flygplan i mars 1942, blev Kriegsmarine övertygat om att det var nödvändigt att införskaffa hangarfartyg. Arbetet med hangarfartyget Graf Zeppelin, som hade avbrutits i april 1940, återupptogs i mars 1942. Kriegsmarine beslutade också att omvandla ett antal fartyg till lätta hangarfartyg. Flera passagerarfartyg, däribland Gneisenau, Potsdam och Europa, valdes för ombyggnad, tillsammans med den ofullständiga tunga kryssaren Seydlitz. Gneisenau och Potsdam hade byggts i mitten av 1930-talet och användes av Norddeutscher Lloyd i sin östasiatiska linje fram till krigsutbrottet, då Kriegsmarine rekvirerade dem som trupptransportfartyg.
Fartygen visade sig inte ha tillräcklig stabilitet när de byggdes om till hangarfartyg. Detta skulle ha avhjälpts genom att lägga till utbuktningar på sidorna och fast ballast. Ballasten skulle bestå av "betongpansar", ett lager betong som monterades på skrovets sidor under vattenlinjen. Ombyggnadsarbetet på Gneisenau, som skulle döpas om till Jade, påbörjades aldrig. Projektet övergavs 25 november 1942. Designen för Potsdam, som fick namnet Elbe, omarbetades för att rätta till stabilitetsproblemen. Utbuktningarna och betongpansaret togs bort och ett andra yttre skal ersattes. Arbetet med fartyget inleddes i december 1942; men endast fartygets passagerarutrustning hade avlägsnats när arbetet avbröts den 2 februari 1943. Detta berodde på att amiral Erich Raeder, överbefälhavare för Kriegsmarine, hade avgått föregående månad. Raeder hade avgått i protest mot Adolf Hitlers order att alla ytfartyg skulle tas ur bruk och skrotas efter slaget i Barents hav.
Gneisenau återgick till trupptransporttjänst efter att projektet hade övergivits, men 2 maj 1943 kl. 12.02 sänktes hon av en mina utanför Gedser. Potsdam byggdes om till ett kasernfartyg i Gotenhafen, där hon tillbringade resten av kriget. Efter det tyska nederlaget togs fartyget 20 juni 1946 i beslag av britterna som krigsbyte, som använde henne som trupptransport under namnet Empire Fowey. Hon såldes till Pakistan, som använde henne under namnet Safina-E-Hujjaj tills hon skrotades 1976.

### Egenskaper
Jade var 191 meter lång vid vattenlinjen och 203 meter lång totalt. Elbe var 189 meter lång vid vattenlinjen och 203 meter totalt. Båda fartygen hade ett djupgående på 5,1 meter och vid full last kunde det öka upp till 8,85 m. Jade hade ett deplacement 18 160 ton, medan Elbe hade ett på 17 527 ton. Fartygen hade stålbyggda, svetsade skrov med tolv vattentäta skott och dubbelbotten. Jade skulle ha haft en besättning på 79 officerare och 804 värnpliktiga, inklusive 134 personer från Luftwaffe. Elbes besättning är inte exakt känd, men skulle ha bestått av cirka 900 officerare och män.
Jade drevs av ett par Deschimag-växlade ångturbiner. De två turbinerna drev varsin trebladig propeller. Ånga levererades av fyra enkelriktade högtryckspannor. Elbes framdrivningssystem bestod av två elektriska drivmotorer som drevs av två turbogeneratorer. Varje elmotor drev en fyrbladig propeller. De två fartygens motorer var dimensionerade till 26 000 axelhästkrafter (19 000 kW) och en topphastighet på 21 knop (39 km/h), men i tjänst var fartygen begränsade till 19 knop (35 km/h). De hade en räckvidd på 9 000 nautiska mil (17 000 km) vid 19 knop.

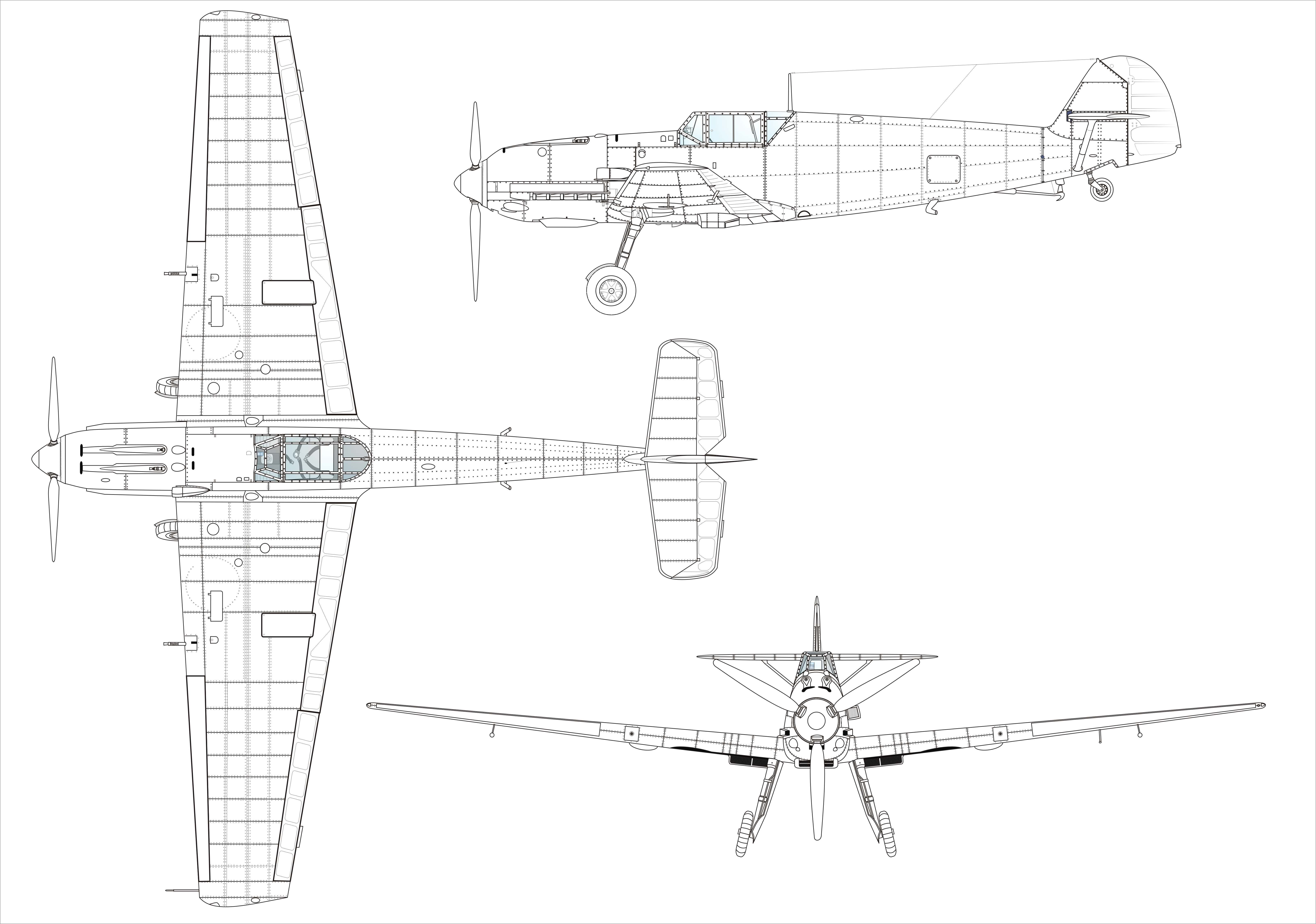
Bf 109T-1, jaktplanet som skulle användas ombord hangarfartygen.

Efter ombyggnaden skulle fartygen beväpnas med flera luftvärnskanoner. Det tunga luftvärnsbatteriet bestod av åtta 10,5 cm SK C/33-kanoner i tvillingfästen. Fästena var av typen Dopp LC/31, ursprungligen utformade för de tidigare 8,8 cm SK C/31-kanonerna. LC/31-fästet var stabiliserat och kunde höjas till 80°. Detta gjorde det möjligt för kanonerna att angripa mål upp till ett tak på 12 500 meter. Mot ytmål hade kanonerna en maximal räckvidd på 17 700 meter. Kanonerna avfyrade fast ammunition som vägde 15,1 kg; kanonerna kunde avfyra HE- och HE-brandgranater samt lysgranater. De två kanonerna hade sammanlagt 3 200 patroner.
Det lätta luftvärnet bestod av tolv SK C/30-kanoner på 37 mm och tjugofyra till trettiotvå Flak 38-kanoner på 20 mm. 37 mm kanonen var en enkelskottskanon med en eldhastighet på cirka 30 skott per minut. Vid sin maximala höjd på 85° hade kanonen ett tak på 6 800 meter. De fick 20 000 patroner. 20 mm-kanonen var en automatkanon med magasin som avfyrade upp till 500 skott per minut. Till kanonerna levererades magasin med 20 och 40 skott; totalt hade kanonerna 48 000 patroner.
Ett 186 meter långt och 27 meter brett flygdäck planerades. Flygplanen skulle ha tillgång till en enda hangar som skulle bli 148 meter lång och 18 meter bred. Hangarens tak var skyddat av 20 mm Krupp "Wotan hart" stålpansar, medan sidorna var 10 till 15 mm tjocka. Fartyget skulle basera tolv Bf 109-jaktplan och tolv Ju 87 Stuka-bombflygplan. Bf 109-jaktplanen var en marin variant av "E"-modellen, betecknad Bf 109T. Deras vingar var längre än den landbaserade modellen för att möjliggöra kortare startsträcka. Ju 87:orna skulle ha varit "E"-varianten, som var en marin variant av Ju 87D, och var modifierade för katapultstart och utrustade med en landningskrok.